# Distretto di Nomgon
Il distretto di Nomgon è uno dei quindici distretti (sum) in cui è suddivisa la provincia dell'Ômnôgov', in Mongolia. Conta una popolazione di 2.869 abitanti (censimento 2009). 